# Manduca saliensis
Manduca saliensis är en fjärilsart som beskrevs av Kernbach 1964. Manduca saliensis ingår i släktet Manduca och familjen svärmare. Inga underarter finns listade i Catalogue of Life.